# كأس البرازيل 1999
كأس البرازيل 1999 هو الموسم 11 من كأس البرازيل. أقيم خلال الفترة 1999 وحتى 27 يونيو 1999، وأشرف على تنظيمه اتحاد البرازيل لكرة القدم، وكان عدد الأندية المشاركة فيه 64، وفاز فيه نادي جوفنتودي.